# Rubus ranftii
Rubus ranftii es una especie de planta del género Rubus, perteneciente a la familia Rosaceae.

## Taxonomía
Rubus ranftii fue descrita por H. E. Weber en 1992.

## Distribución
Se encuentra en el territorio de Alemania.